# 小薯茄
小薯茄工作室有限公司（英語：Pomato Studio Limited）是香港一個網上短片製作團隊，2016年9月正式開始營運。現時有七位幕前演出的成員，包括程仁富（程人富）、蔡曉童（童童）、吳冰（阿冰）、關浩傑（阿J）、鄧麗英（麗英）、姚澤汶（肥蚊）及朱柏熹（朱Mic）。另外導演高江凌（高Ling）是其中一個有名的幕後人員，有時也會出現在幕前。
小薯茄頻道有不同系列，包括《雪櫃冷笑話》、《發達大計》、《FINALLY嚟喇》、《FINALLY又嚟喇》、《冰戲富》、《冰愛富》、《薯茄PartyGame》、《庖丁解童》、《小薯茄吾識問答大賽》、《小薯茄吾識港問答比賽》及清談節目《蕃茄薯仔talk》等。

## 歷史
小薯茄的成員均在1990年代出生。初創成員高江凌、黃家富、關浩傑和陳健欣就讀香港浸會大學電影學院。一次功課合作後，他們發現很合得來，所以決定繼續製作短片。他們不斷參加比賽，並用獎金購買拍攝器材。高江凌和黃家富也是在電影學院相識。
2016年畢業後，高江凌沒有投身電影界，而是找來之前曾合作的同學，開始拍攝網上影片，他們租了工廠大廈單位作工作室。小薯茄由高江凌和黃家富創辦，於9月正式開始營運Facebook專頁，最初有8名成員，包括3名全職員工，當時成員大部分為香港浸會大學電影學院高級文憑2014年（第四屆）畢業生。
小薯茄初時製作關於香港人生活的短劇，影片長度介乎幾十秒到兩分鐘，以友情、親情、情侶關係、生活點滴為主。影片劇本主要由高江凌和黃家富創作，他們密切關注最新網絡熱話，以瞭解香港人的生活節奏。《香港經濟日報》認為，「小薯茄短片中的人物不多，但人物性格夠『貼地』，深得大批網民喜愛。」專欄作家沈桃認為小薯茄的影片「劇情搞笑，易引起共鳴」。小薯茄的人氣為成員帶來不同工作機會 。
小薯茄一開始製作外國流行的7秒搞笑短片，但觀眾反應一般，因為笑點是片段完結後發生的事。他們發現觀眾更喜歡明顯、直接的表達方式。因此他們分析搞笑影片成功的元素和摸索觀眾口味，之後逐漸發展出自己的一套。
2020年4月25日，小薯茄參加了YouTube與香港演藝人協會合作的「StayHome #WithMe」活動的全日直播，鼓勵人們在2019冠狀病毒病疫情期間留在家中。10月11日，小薯茄在虛擬YouTube FanFest上直播。
2021年4月20日，小薯茄與三個香港YouTube頻道試當真、啱Channel和FHProductionHK合作，進行共四小時直播，當中包括清談環節及放送新影片。活動的發起人之一，試當真創辦人之一游學修稱「改朝換代真的要開始了」。5月29-30日，小薯茄聯乘麥田捕手假日市集在D2 Place舉行「Siu4市集」。
2021年9月，小薯茄五周年主題廣告登上92號電車全車車身。9月4日下午，小薯茄租用該電車與觀眾見面。12月，YouTube公布「香港2021年度十大熱門創作者」，當中「Pomato 小薯茄」（主頻道）獲得第四位。
2022年小薯茄邁向六周年，於年中推出不同So Funny Ah記念品及與Casetify推出聯乘手機殼，並於9月在旺角麥花臣場館舉行一連五場現場表演「It's Party Time!」(表演嘉賓：洪嘉豪、專家Dickson、馮允謙、岑寧兒、陳柏宇、湯令山）。

## 成員

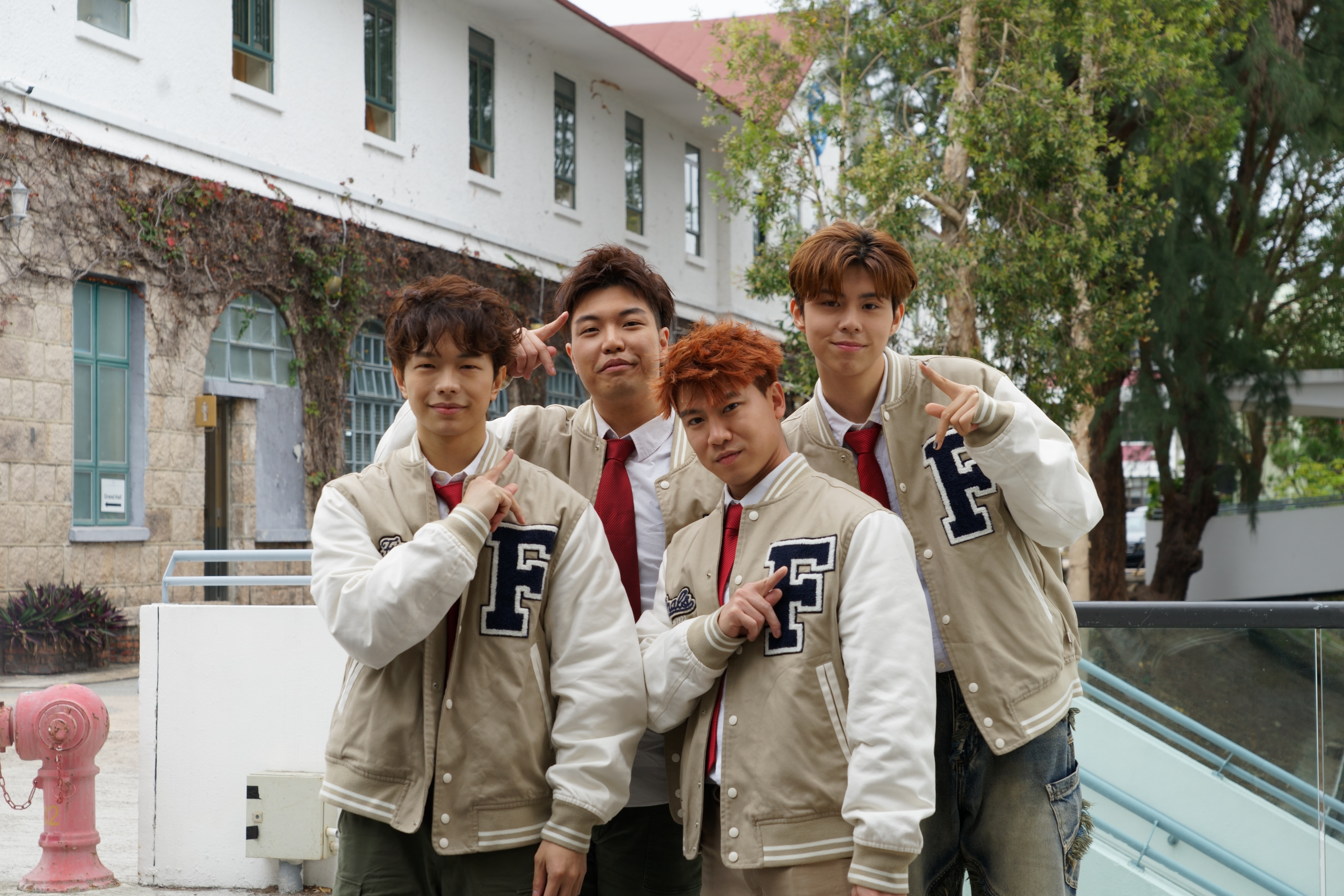
由小薯茄成員姚澤汶、朱柏熹、關浩傑、程人富組成的音樂組合FINALLY

### 幕前
- 程仁富（程人富），畢業於香港浸會大學電影學院高級文憑和香港城市大學創意媒體學院學士，2016年大學三年級時收到小薯茄邀請演出。[18]
- 蔡曉童（童童），小學六年級遇上戲劇，並於2017年讀中學時加入小薯茄。[19][1]
- 關浩傑（阿J）[3]，畢業於香港浸會大學電影學院高級文憑，主修表演技巧，比程人富等人大一屆，加入小薯茄前曾參加靈異真人show《我們都是這樣撞鬼的》，及在無綫電視當臨時演員，演出作品包括：回到三國、耀舞長安及護花危情。
- 吳冰（阿冰），畢業於香港知專設計學院傳意設計及數碼媒體學系電影及電視高級文憑[20]，渴望成為演員，後來經幕後成員介紹加入小薯茄。[21]
- 鄧麗英（麗英），中學畢業後戲劇老師推介電影選角而入行，之後就讀香港浸會大學國際學院。[18]參演ViuTV劇集《教束》後經程仁富推薦加入小薯茄。[22]
- 朱柏熹（朱Mic），畢業於香港嶺南大學工商管理學士[23]，於2021年加入小薯茄[24]
- 姚澤汶（肥蚊），畢業於香港浸會大學電影學院，曾演出小薯茄早期的影片，於2021年重返小薯茄

### 幕後
- 高江凌（高Ling），創辦人[25]兼導演[26]、綜藝幕前。
- 黃家富[5] （阿富、Kenneth），創辦人[25]兼編劇[27]。
- 陳健欣[5]（Kiko），經理人[27]和後製[4]。
- 何師齊（阿齊），攝影師[27]和後製。
- 廖文信（John），導演。[28]

## 系列列表
| 節目                     | 季數                                            | 集數                                  | 首播日                                                                                     | 備註 | 主持/主要角色                                      |
| 四月一日情人節           |                                                 | 7                                     | 2018年3月31日                                                                              | 每年因應愚人節而推出之劇情片，一年一集 第五集首播為2023年'4月1日假EMAX 星影匯舉行之2場放映分享會 |                                                    |
| J女日記                  | 第1季(已完結) 第2季                             | 5 >4                                  | 2019年5月19日                                                                              | | 阿J                                                |
| 發達大計                 | 第1季(已完結) 第2季(已完結)                     | 8 4                                   | 2019年5月25日 (第1季) 2022年6月13日 (第2季)                                                | 第二季由EP0起計，因此本季僅有EP0 - 3，而現場表演「It's Party Time!」亦為EP3中其中一部份 | 童童、阿冰 (、阿齊)                                |
| 冰戲富                   | 第1季(已完結) 第2季(已完結) 第3季(已完結) 第4季 | 10 1 7 1                              | 2019年6月26日 (第1季) 2020年11月10日 (第2季) 2020年12月17日 (第3季) 2023年3月21日（第4季） | | 阿冰、程人富                                       |
| J英叻Lab                 | 第1季(已完結)                                   | 5                                     | 2019年12月18日                                                                             | | 阿J、麗英                                          |
| 薯茄PartyGame            |                                                 | 46                                    | 2019年12月20日                                                                             | 懲罰部份由EP10起改於小薯茄日常 Pomato Daily 獨立上載，然而自EP40起懲罰片回歸主頻道。EP19並無懲罰片 EP30僅冠以「古裝特別版」之名，並無標明集數                                                                             | 高Ling、童童、阿冰、麗英、程人富、阿J、朱mic、肥蚊 |
| 雪櫃冷笑話 (YouTube合集) |                                                 | 21                                    | 2020年3月11日                                                                              | 本系列為小薯茄於Instagram上推出之同名短片所組成之合集 |                                                    |
| 吾識問答大賽             | 第1季(已完結) 第2季(已完結) 第3季(已完結)       | 5 6 4                                 | 2020年4月10日 (第1季) 2020年8月8日 (第2季) 2021年4月3日 (第3季)                            | 懲罰部份由第二季總結起改於「小薯茄日常 Pomato Daily」獨立上載 | 阿齊、童童、阿冰、麗英、程人富、阿J                |
| 拍攝花絮                 |                                                 | 17                                    | 2020年8月7日                                                                               | 於小薯茄日常 Pomato Daily 上載，為開台首播系列 另有部份花絮片沒有冠以拍攝花絮之名上載 |                                                    |
| 薯茄郵政信箱             |                                                 | 13                                    | 2020年8月7日                                                                               | 除首集外均於小薯茄日常 Pomato Daily 上載 |                                                    |
| 庖丁解童                 |                                                 | 21                                    | 2020年8月22日                                                                              | | 阿J、童童                                          |
| 星期二我要睇             |                                                 | 4                                     | 2020年10月13日                                                                             | 於小薯茄日常 Pomato Daily 上載 |                                                    |
| 蕃茄薯仔Talk             | 第1季 第2季                                     | 10 6                                  | 2021年3月16日                                                                              | 第二季第5集另分上下集上載，現時第二季所有集數均無標示編號 | 程人富（主持）、其他幕前成員                       |
| 美少女試身室             |                                                 | 4 (+3SP)                              | 2021年4月13日                                                                              | 另設特別版，為廣告商特別贊助之集數 | 阿冰、麗英                                         |
| 冰愛富                   |                                                 | 5                                     | 2021年5月22日                                                                              | 冰戲富之衍生系列，暫時均為廣告片 第一集並無冠以冰愛富之名，僅於節目開頭提及 | 程人富、阿冰                                       |
| 薯茄送飯                 |                                                 | 5                                     | 2021年12月3日                                                                              | 每月回顧直播 自12/2021回顧直播起，影片縮圖中之標題改為薯茄噴飯 然而03/2022後再無常規舉行直播 六週年特別直播亦冠以薯茄噴飯之名，並於2021年9月27日舉行                                                                      | 童童、阿冰、麗英、程人富、阿J、朱mic、肥蚊         |
| 火爆童                   | 3 （合集）                                      | 29(+1SP)                              | 2021年12月16日                                                                             | 本系列為小薯茄於YouTube上推出之同名短片所組成之合集 每季所圍繞之主題語句或有不同，然而自合集#2中之集數起，皆以「你收嗲啦」為主題，現時之播放清單標題亦為「你收嗲啦！得個講字！」 另有一特集記錄童童為其中一集配上多國語言 | 童童                                               |
| J媽家庭                  |                                                 | 不定期                                | 2022年1月                                                                                  | 不定期推出之劇情短片 第一集名為【見家長】你有冇 X 過我個女？？ 本為介紹肥蚊及朱mic加入的短片，後因J媽角色造型突出而變成不定期上載                                                                                         | 阿J、肥蚊、童童、朱mic、程人富、阿冰、麗英         |
| 你講我哋做               |                                                 | 4                                     | 2022年1月5日                                                                               | 於小薯茄日常 Pomato Daily 上載 | 阿J、肥蚊、朱mic                                   |
| 揾啲嘢玩                 |                                                 | 21                                    | 2022年1月20日                                                                              | 並無標明集數，僅以該集主題為名 啤牌篇(EP6)懲罰另於小薯茄日常 Pomato Daily 上載 | 肥研、朱mic（主持）、其他幕前成員                  |
| FINALLY 嚟喇             | (已完結)                                        | 11(+1SP)                              | 2022年7月9日                                                                               | EP4另有番外篇 | 程人富、阿J、肥蚊、朱mic                           |
| 吾識港問答大賽           |                                                 | 7                                     | 2022年7月19日                                                                              | 可視為吾識問答大賽之後續作品 |                                                    |
| 集結！野營24時間         |                                                 | 4                                     | 2023年3月12日                                                                              | 因應達成50萬訂閱而成之節目 |                                                    |
| 薯茄小辯論               |                                                 | 13                                    | 2023年4月17日(2022年12月17日)                                                              | 並無標明集數，僅以該集辯題為名 首三集均無納入播放清單或表明推出新系列，惟第四集推出後旋即新設名為「【系列】薯茄小辯論」之播放清單並將其加入                                                                               |                                                    |
| 你撐我撐小店             |                                                 | 5                                     | 2023年10月28日                                                                             | 為七週年特備節目 |                                                    |
| 一步一腳印               |                                                 | 4                                     | 2023年12月22日                                                                             | 記錄小薯茄各成員在外之重大時刻，無標明集數 |                                                    |
| 射手座女孩               |                                                 | 3                                     | 2023年12月26日                                                                             | | 童童、麗英                                         |
| 薯茄爆笑賀歲片           |                                                 | 2                                     | 2024年2月9日                                                                               | 一年一度新年特別劇集，由薯茄Party Game EP10中所創作之賀歲片名衍生之特別劇 |                                                    |
| FINALLY 又嚟啦           | (已完結)                                        | 5                                     | 2024年4月15日                                                                              | 為FINALLY 嚟啦之續作，集數亦由#12開始，所有集數均排入FINALLY嚟啦之播放清單內 | 程人富、阿J、肥蚊、朱Mic                           |
| 薯茄旅行團               |                                                 | 台灣：3(+2SP) 澳州：2 美國：2 韓國：2 |                                                                                            | |                                                    |
| 地Cult遊                 |                                                 | 6                                     | 2024年7月29日                                                                              | |                                                    |
| 團綜                     |                                                 | 3                                     | 2024年9月24日                                                                              | 無標明集數，僅歸類至同一播放清單並有相同標籤。首集為八週年特備節目。 |                                                    |
| 終於開台                 |                                                 | 1                                     | 2025年4月23日                                                                              | Finally之常設直播環節，逢星期三舉行 |                                                    |

## 舞台劇
| 年份   | 劇名             | 場地                 | 場數 |
| ------ | ---------------- | -------------------- | ---- |
| 2022年 | It's Party Time! | 麥花臣場館           | 5    |
| 2023年 | Finally OK       | 香港藝術中心壽臣劇院 | 13   |

## 著作
| 年份      | 書名       | 出版     | ISBN               |
| --------- | ---------- | -------- | ------------------ |
| 2022年7月 | 雪櫃冷笑話 | 點子出版 | ISBN 9789887618867 |

## 廣告代言
小薯茄與多位名人、企業、政府機關合作拍攝廣告，例如消費者委員會，以及古天樂、梁詠琪、鄭伊健、鄭秀文等藝人。在2017年下半年，小薯茄接了約20個廣告合作，每個廣告收費約二至三萬。小薯茄會把廣告產品與日常生活連結，再放大共鳴位，令觀眾接受廣告。例如在Subway的廣告中，他們將香港人點餐時由於英語技能薄弱，只會說「這個這個」的情境放大。即使影片顯然是廣告，但觀眾也非常接受，高江凌認為是因為他們成功戳中共鳴位。

## 外部連結
- 官方网站
- 小薯茄的Instagram帳戶
- 小薯茄的MeWe帳戶